# 糧船湾

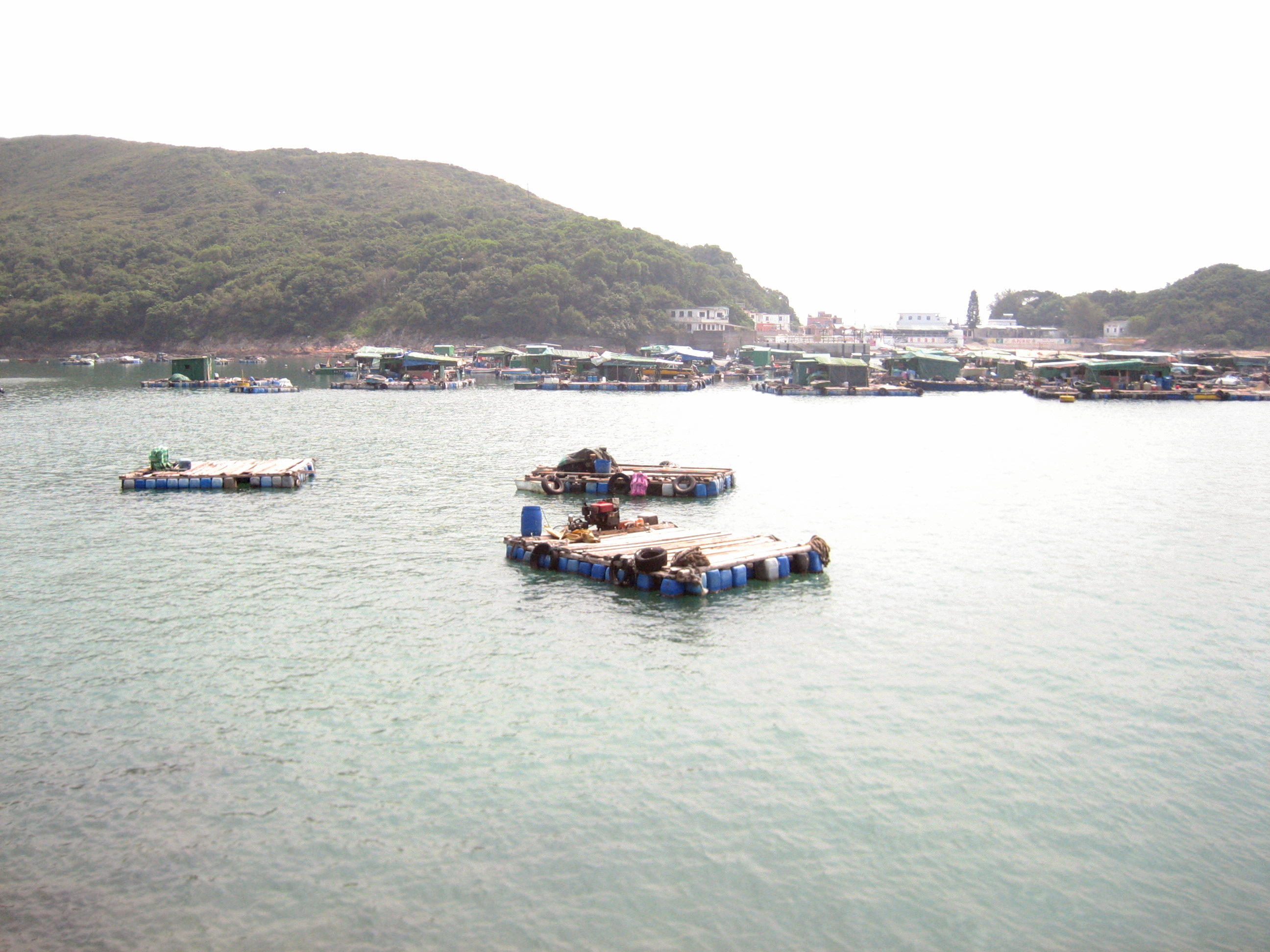
糧船灣の魚養殖場

糧船湾（りょうせんわん、英語：High Island）は、 香港新界西貢区にあるかつての島で、西貢東部の糧船湾海に位置する。元名は糧船湾洲で、かつて香港で4番目に大きな島と呼ばれたが、1969年の万宜水庫の建設で両端に堤防がつながり、西貢半島と一体化された。
島の沿岸部一帯では約1億年以上前に形成されたとされる六角柱形の火山岩群が現れている。島に漁業航海者の守護神「媽祖」を祭った天后廟があり、ウニの養殖場がある。

## 参考リンク
1. ↑  かつて「島」だった漁村　今は隠れリゾートに